# The Float at Marina Bay
The Float at Marina Bay, stylizowane na The Float@Marina Bay, również znany jako Marina Bay Floating Platform – największa położona na wodzie scena na świecie oraz największy stadion w Singapurze. Uroczyście otwarty w 2007 roku. Trybunę zlokalizowano na brzegu zatoki Marina, na której znajduje się obiekt.
Wykonana w całości ze stali pływająca platforma w Marina Bay ma wymiary 120 na 83 metry (394 na 272 stopy), czyli o 5% więcej niż boisko do piłki nożnej na Stadionie Narodowym. Platforma może udźwignąć do 1070 ton (co odpowiada łącznej masie 9 000 osób), 200 ton podpór oraz trzy 30-tonowe pojazdy wojskowe.